# Fullmetal Alchemist and the Broken Angel
Pour les articles homonymes, voir Fullmetal Alchemist (homonymie).
Fullmetal Alchemist and the Broken Angel est un jeu vidéo de type action-RPG développé par Racjin et édité par Square Enix utilisant l'univers de la bande dessinée japonaise Fullmetal Alchemist. Le jeu est disponible en 2003 sur console PlayStation 2.
Il s'agit d'une adaptation du manga Fullmetal Alchemist faisant figurer les frères Elric, Edward et Alphonse, dans leur quête de la pierre philosophale. Ce jeu met l'accent sur l'utilisation du décor puisqu'il est possible de transformer ses éléments en plus de 50 armes ou outils pour équiper son personnage.
Le jeu connait une suite en 2004 titré Fullmetal Alchemist 2: Curse of the Crimson Elixir.